# Панфилов, Евгений Дементьевич
Евге́ний Деме́нтьевич Панфи́лов (1921—1999) — советский филолог, профессор кафедры общего языкознания Санкт-Петербургского университета.

## Биография
Родился в 1921 году в Петрограде. В 1938 году начал обучение на французском отделении кафедры романской филологии ЛГУ.
В 1941 году ушёл на фронт добровольцем. Был дешифровщиком в штабе Балтийского флота. В августе 1947 года был демобилизован в звании старшего лейтенанта.